# 2807 Karl Marx
A 2807 Karl Marx (ideiglenes jelöléssel 1969 TH6) a Naprendszer kisbolygóövében található aszteroida. Ljudmila Ivanovna Csernih fedezte fel 1969. október 15-én.